# RAB1A
RAB1A (англ. RAB1A, member RAS oncogene family) – білок, який кодується однойменним геном, розташованим у людей на короткому плечі 2-ї хромосоми.  Довжина поліпептидного ланцюга білка становить 205 амінокислот, а молекулярна маса — 22 678.
| 10         |  | 20         |  | 30         |  | 40         |  | 50         |
| ---------- |  | ---------- |  | ---------- |  | ---------- |  | ---------- |
| MSSMNPEYDY |  | LFKLLLIGDS |  | GVGKSCLLLR |  | FADDTYTESY |  | ISTIGVDFKI |
| RTIELDGKTI |  | KLQIWDTAGQ |  | ERFRTITSSY |  | YRGAHGIIVV |  | YDVTDQESFN |
| NVKQWLQEID |  | RYASENVNKL |  | LVGNKCDLTT |  | KKVVDYTTAK |  | EFADSLGIPF |
| LETSAKNATN |  | VEQSFMTMAA |  | EIKKRMGPGA |  | TAGGAEKSNV |  | KIQSTPVKQS |
| GGGCC      |  |            |  |            |  |            |  |            |

A: Аланін

C: Цистеїн

D: Аспарагінова кислота

E: Глутамінова кислота

F: Фенілаланін

G: Гліцин

H: Гістидин

I: Ізолейцин

K: Лізин

L: Лейцин

M: Метіонін

N: Аспарагін

P: Пролін

Q: Глутамін

R: Аргінін

S: Серин

T: Треонін

V: Валін

W: Триптофан

Кодований геном білок за функцією належить до фосфопротеїнів. 
Задіяний у таких біологічних процесах як транспорт, транспорт білків, автофагія, транспорт між ендоплазматичним ретикулумом і апаратом Гольджі, ацетиляція, альтернативний сплайсинг. 
Білок має сайт для зв'язування з нуклеотидами, ГТФ. 
Локалізований у цитоплазмі, мембрані, ендоплазматичному ретикулумі, апараті гольджі, ендосомах.